# Lepiku (Hiiumaa)
Koordinaten: 58° 42′ N, 22° 32′ O
Lepiku ist ein Dorf (estnisch küla) in der Landgemeinde Hiiumaa (bis 2017: Landgemeinde Emmaste). Es liegt auf der zweitgrößten estnischen Insel Hiiumaa (deutsch Dagö).

## Beschreibung
Lepiku (deutsch Leppiko) hat 26 Einwohner (Stand 31. Dezember 2011).
Der Ort liegt westlich des Dorfes Emmaste an der Ostseeküste.